# Xysticus iviei
Xysticus iviei is een spinnensoort uit de familie van de krabspinnen (Thomisidae).
De wetenschappelijke naam van de soort werd in 1965 gepubliceerd door Robert X. Schick.

## Ondersoorten
- Xysticus iviei iviei
- Xysticus iviei sierrensis Schick, 1965[1]